# Kurt Bobeth Bolander
Kurt Bobeth Bolander, auch genannt Kurt Egon Bolander oder Bob Bolander, eigentlich geborener Kurt Julius Bobeth, (* 27. Januar 1896 in Königsberg, Preußen; † 4. Oktober 1961 in Berlin-Charlottenburg) war ein deutscher Schauspieler.

## Leben
Der Hotelierssohn Kurt Egon Bolander – aufgrund des Geburtsnamens seiner Mutter, Emma Antonie Bobeth, nannte er sich zunächst Kurt Bobeth Bolander, später meist Bob Bolander – absolvierte bereits als Oberrealschulprimaner erste Auftritte in der Statisterie am Stadttheater seiner Heimatstadt Königsberg, dem er insgesamt drei Jahre lang treu bleiben sollte. Nach dem Schulabschluss nahm er regulären Schauspielunterricht. Als ein Kollege in einer Aufführung von Schillers Die Räuber ausfiel, konnte Bolander seine erste Sprechrolle (den Kosinsky) ergattern. Daraufhin ging er inmitten des Ersten Weltkriegs nach Berlin, wo er augenblicklich Anschluss an das Filmgeschäft fand.
Mit der Hauptrolle in der Kurt’l-Filmserie erhielt Bolander 1917 seine erste Hauptrolle. Nebenbei als Boxer aktiv, gewann der schmächtige Ostpreuße 1919 die deutsche Meisterschaft (laut eigener Aussage) im Bantamgewicht und rühmte sich fortan, der einzige schauspielernde Profiboxer Deutschlands zu sein. Wenig später verlor Bobeth Bolander im Kampf gegen Willy Menke im Berliner Admiralspalast wieder seinen Titel. Seine Popularität in den ersten Jahren nach Ende des Ersten Weltkriegs ebbte recht schnell ab, und der immer wieder für längere Zeit beschäftigungslose Bolander hatte große Mühe, Arbeit zu finden. Er erhielt schließlich nur noch Chargenrollen, im Tonfilm kaum mehr als erweiterte Statisterie, trat als Unterhalter (Conférencier) auf Varietébühnen und in Kabaretts auf und arbeitete gelegentlich als Synchronsprecher.
Fernerhin war Bolander als Manager tätig. 1927 entdeckte er im Cafe Fürstenhof einen jungen Berliner Kraftathleten namens Alex Topka. Mit Topka – alias „Audax Alexius“ – und Frl. Marthe Chevalier, dem „Gedächtnisphänomen“ ging Bolander auf Tournee. Sie traten unter anderem im Berliner Varietétheater Wintergarten, dem Scala Varieté Theather und in der Passage Panoptikum auf.
Während des Zweiten Weltkriegs wurde Bolander zumeist als Entertainer im Rahmen von Truppenbetreuungsprogrammen in den deutsch-besetzten Gebieten eingesetzt. Auch nach dem Krieg schlug er sich mehr schlecht als recht als „Edelcharge“ durch. Der im Westen Berlins (Kurfürstendamm) lebende Schauspieler erhielt vor allem von der DEFA das eine oder andere Miniangebot. Dort verkörperte er Chargen aller Arten – Diener und Schöffen, Staatsbeamtete und Sekretäre, Kellner und andere einfache Bürger. Mit den Barberina-Künstlerspielen besaß er zeitweise (zwischen 1945 und 1950) ein eigenes Unterhaltungsensemble.
Er verstarb am 4. Oktober 1961 in Berlin-Charlottenburg.

## Filmografie
| - 1917: Das Spiel vom Tode - 1917: Kurt’l feiert Verlobung (Kurzfilm) - 1917: Kurt’l in tausend Ängsten (Kurzfilm) - 1917: Kurtl in tausend Nöten (Kurzfilm) - 1918: Der schwarze Jack - 1919: Die Tochter des Henkers - 1920: Das unheimliche Schloß - 1920: Auf der Fährte - 1920: Auf Leben und Tod - 1922: Frauenschicksal - 1923: Der rote Reiter - 1932: Kriminalreporter Holm - 1932: Eine von uns - 1933: Das Lied vom Glück - 1934: Fräulein Frau - 1936: Weiße Sklaven - 1936: Die Nacht mit dem Kaiser - 1937: Der Hund von Baskerville - 1937: Die göttliche Jette - 1937: Patrioten - 1937: Manege - 1937: Die gelbe Flagge | - 1937: Der Unwiderstehliche - 1937: Die Fledermaus - 1938: Schüsse in Kabine 7 - 1938: Der Tanz auf dem Vulkan - 1939: Nanette - 1939: Zwielicht - 1939: Angelika - 1939: Lauter Liebe - 1940: Polterabend - 1940: Kampfgeschwader Lützow - 1940: Am Abend auf der Heide - 1951: Frauenschicksale - 1952: Das verurteilte Dorf - 1954: Rauschende Melodien - 1955: Ein Polterabend - 1955: Ernst Thälmann – Führer seiner Klasse - 1955: Robert Mayer, der Arzt aus Heilbronn - 1955: Der Teufelskreis - 1956: Zar und Zimmermann - 1956: Die Millionen der Yvette - 1956: Der Hauptmann von Köln |